# Visconde de Noailles
Louis-Marie, visconde de Noailles (17 de abril de 1756 – Havana, 9 de janeiro de 1804) foi um nobre e militar francês.
Era o segundo filho de Philippe, duque de Mouchy e de Anne, duquesa de mouchy, e membro do ramo Mouchy da família aristocrática francesa Noailles.
Serviu sob as ordens de Marquês de La Fayette nos Estados Unidos, durante a Guerra de Independência, sendo o oficial que concluiu a capitulação de Yorktown em 1781.
Foi eleito para os Estados Gerais que reuniram em 1789 por ordem do rei Luís XVI, pertencendo aos revolucionários que proclamaram a Assembléia Nacional. Fez parte do Clube dos Trinta. De parceria com o duque de Aiguilion, apresentou a lei aprovada em 4 de agosto de 1789 na Assembleia Nacional, suprimindo todos os privilégios das comunidades e das pessoas, as imunidades provinciais e municipais, as banalidades, e os direitos feudais. Em junho de 1790, propôs a abolição dos títulos nobiliárquicos.
No tumulto da Revolução Francesa, fugiu para os Estados Unidos, onde se tornou um parceiro no Banco Bingham da Filadélfia. Foi muito bem sucedido nos negócios, mas aceitou comandar tropas contra os ingleses em Santo Domingo. Derrotado, ainda conseguiu fugir para Cuba, mas veio a morrer em Havana, na sequencia dos graves ferimentos sofridos quando o barco em que seguia foi atacado pela fragata britânica Hazard.